# Ticho, prosím
Ticho, prosím (v anglickém originále Silence, Please! nebo také Silence, Please) je humorná vědeckofantastická povídka britského spisovatele Arthura C. Clarka, která poprvé vyšla v roce 1950 v britském magazínu Science Fantasy.
V angličtině vyšla také mj. ve sbírce Tales from the White Hart (1957).

V londýnské hospůdce U Bílého jelena vypráví Harry Purvis (Clarkova fiktivní literární postava) historku o vývoji a následném použití tlumiče zvuku v opeře, kde způsobí poprask.

## Postavy
- Harry Purvis
- John Christopher
- pan Drew – hostinský v hospůdce U Bílého jelena
- George Whitley
- Rupert Fenton – vynálezce Fentonova tlumiče zvuku
- Eric Maine – redaktor odborného časopisu
- Kendall – mladý student kunsthistorie

## Děj
Harry Purvis vypráví v hospůdce U Bílého jelena o svérázném vědci Rupertu Fentonovi, který sestaví tlumič zvuku pracující s interferencemi. Tímto přístrojem dokáže docílit absolutního ticha i v poměrně velkém sále. Svůj vynález zapůjčí mladému studentovi Kendallovi, který jej využije na pomstu své bývalé dívce. Při jejím pěveckém vystoupení v opeře ji tlumičem umlčí. V divadle vypukne chaos, Kendall uteče, ale přístroj nechá na místě. Pro něj se tak musí po představení vrátit Fenton, ovšem má smůlu, tlumič exploduje. Byl totiž zaplý a stále "nasával" zvuky. Nahromaděná energie aparát přetížila.

## Česká vydání
Česky vyšla povídka v následujících sbírkách nebo antologiích:
- Oceánem hvězd (SNKLU 1962, překlad Miloslav Žilina)[3]
- Historky od Bílého jelena (Polaris 2001, překlad Josef Hořejší)